# غواصة يو-167
كانت الغواصة يو-167 واحدة من 329 غواصة خدمت في البحرية الإمبراطورية الألمانية خلال الحرب العالمية الأولى.
كان من الممكن أن يكون لها دور في الحرب البحرية ومعركة الأطلنطي الأولى، ولكنها لم تدخل الخدمة حتى نهاية الحرب.